# Cathédrale Saint-Nicolas de Feldkirch
La cathédrale Saint-Nicolas de Feldkirch est le siège du diocèse du même nom et est située dans la commune de Felkdkirch, dans le land du Vorarlberg, en Autriche. 

## Description
L’édifice se trouve à l’emplacement d’une précédente église de style roman construite au XIIe siècle, que la municipalité décide de reconstruire entièrement en raison des dommages causés par un incendie en 1468. Les travaux sont confiés à l’architecte Hans Sturn et la nouvelle église est consacrée en 1478. Le chantier se poursuit encore une année, la tour n’étant achevée qu’en 1479. L’édifice a peu changé depuis, à l’exception d’une modification du chœur en 1520. À la création du diocèse de Feldkirch en 1978, l’église, qui était jusqu’alors une simple église paroissiale, est élevée au rang de cathédrale.